# Parroquia católica de rito bizantino-eslavo de Kostomłoty
La parroquia de rito bizantino-eslavo de Kostomłoty (en polaco: Parafia Kościoła Katolickiego Obrzędu Wschodnio-Słowiańskiego) con sede en el voivodato de Lublin en Polonia es una parte de la Iglesia católica que utiliza el rito bizantino y el eslavo eclesiástico como lengua litúrgica. A sus fieles se los conoce como neouniatos, porque su unión con la Iglesia católica fue posterior a la Unión de Brest de 1596 (unión que creó la Iglesia que suele ser llamada uniata). Se estima que en Polonia cuenta con un par de centenares de fieles. A pesar de su identidad particular, nunca ha sido listada en el Anuario Pontificio entre las Iglesias sui iuris, ni es considerada parte de las Iglesias católicas bizantinas rusa y bielorrusa con las que comparte rito. Tiene a su frente un delegado apostólico.

## Historia

### Orígenes

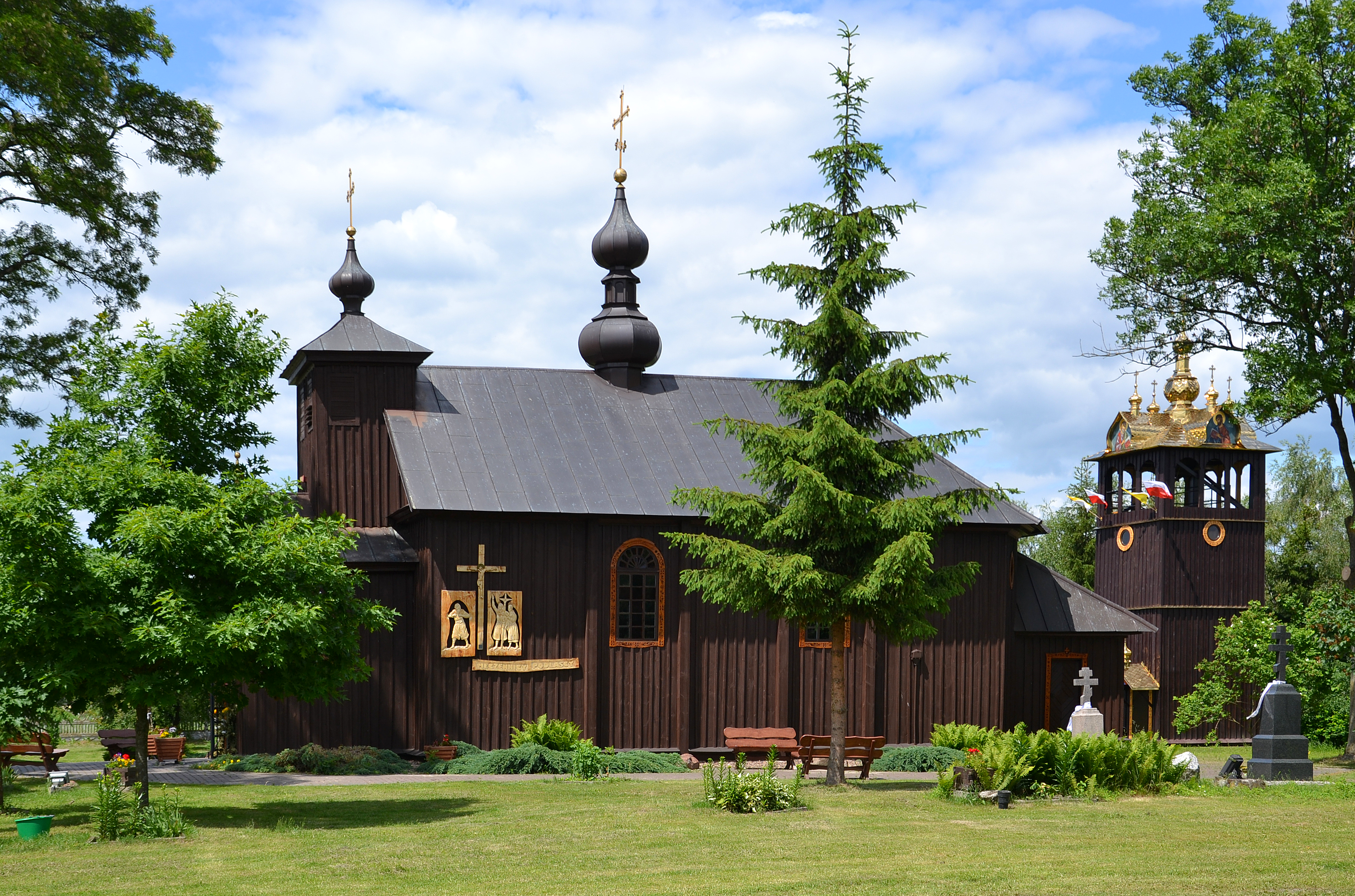
Parroquia de Kostomłoty

En las décadas de 1920 y 1930 el obispo de la diócesis de Siedlce, Henryk Ignacy Przezdziecki, llevó adelante una iniciativa para la conversión de fieles ortodoxos al catolicismo, aprovechando las circunstancias políticas favorables y la crisis de la Iglesia ortodoxa en Polonia. Con el apoyo del nuncio apostólico en Polonia, Achille Ratti, (el futuro papa Pío XI) y de jesuitas de rito bizantino y siguiendo la instrucción Zelum amplitudinis que recibió en 1923 de Pío XI, para 1927 logró establecer parroquias de rito bizantino-eslavo ejerciendo jurisdicción sobre el rito y el clero.
En 1924 Przezdziecki llevó a Polonia a jesuitas del rito oriental, que estableció en Albertynie, cerca de Słonima. La primera parroquia neouniata fue erigida allí. Con el tiempo los obispos de Vilna, Pinsk, Lutsk y Lublin recibieron los mismos poderes y comenzaron a organizar centros misionales en sus diócesis. Los promotores del rito tenían la esperanza de recuperar para el catolicismo a los antiguos greco-católicos de Chełm y Podlaquia, que en 1875 el Imperio ruso obligó a pasar a la ortodoxia. En el período de entreguerras el recuerdo de estos eventos todavía estaba vivo y había muchas iglesias que anteriormente habían pertenecido a los greco-católicos y que estaban en manos de ortodoxos. La debilidad interna de la Iglesia ortodoxa en Polonia aumentó las esperanzas para el éxito de la acción.
Algunos fieles de 10 parroquias ortodoxas en Podlaquia decidieron renovar su unión con la Iglesia católica, pero como esas parroquias utilizaban la liturgia bizantino-eslava de la Iglesia ortodoxa rusa, y no como el resto de los greco-católicos de Polonia que usaban el rito bizantino-ucraniano derivado de la Unión de Brest, se decidió que conservaran sin cambios la liturgia bizantino-eslava. Por esta razón estos fieles no eran parte de la Iglesia greco-católica ucraniana y quedaron bajo la tutela de obispos latinos.

### Desarrollo

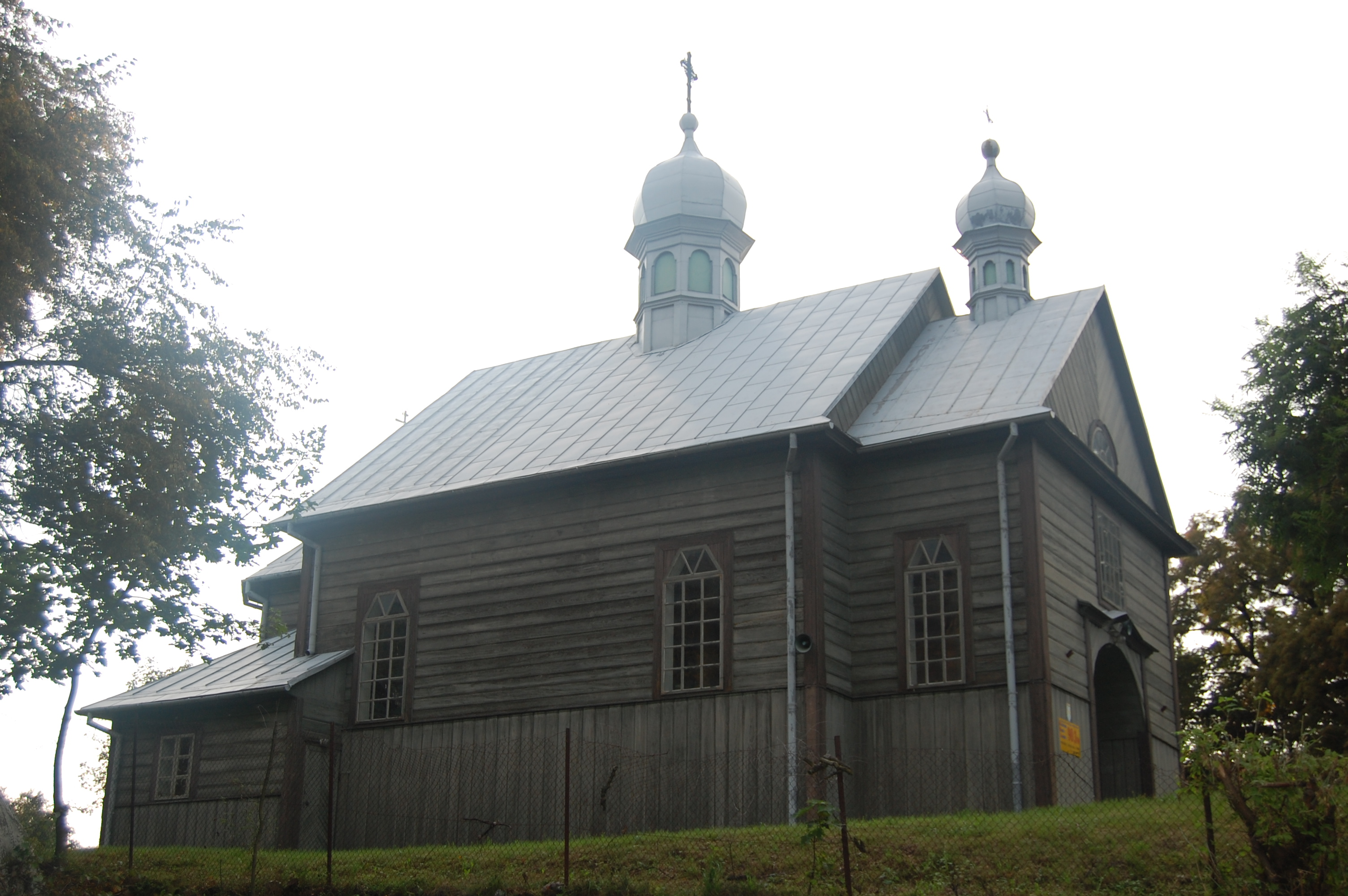
Iglesia de San Nicolás y de la Exaltación de la Santa Cruz, en Horodło

A fines de 1927 había 14 parroquias con el apoyo de 28 sacerdotes y unos 20 000 fieles. 
En 1931 la Santa Sede nombró al obispo ucraniano Mykola Čarneckyj como ordinario para los fieles de rito bizantino-eslavo, pero debido a los desacuerdos sobre el concordato con el Gobierno polaco, que no aceptó crear una Iglesia católica de ese rito percibida como favorable a los bielorrusos, solo se le permitió ejercer el cargo de visitador apostólico. Ese mismo año el obispo de la diócesis de Lutsk, Szelazek, instituyó un seminario especial para capacitar a los sacerdotes de rito eslavo, que antes de la guerra dio a la Iglesia más de veinte sacerdotes diocesanos. Inicialmente el clero neouniato era de sacerdotes conversos que cambiaron de la ortodoxia al catolicismo. Con el tiempo, sin embargo, comenzaron a llegar los sacerdotes católicos ordenados para el nuevo rito siguiendo las directrices de la Congregación para las Iglesias Orientales.
En 1937 había 71 sacerdotes de rito bizantino-eslavo en Polonia, entre los cuales un obispo, 39 sacerdotes seculares y 31 religiosos (jesuitas, capuchinos, estuditas, redentoristas y basilianos). Para 1939 había 47 parroquias (7 en la diócesis de Vilna, 12 en la de Pinsk, 12 en la de Sielce, 13 en la de Lutsk y 3 en la de Lublin) con 1 obispo, 39 sacerdotes y 31 monjes. 
Pese a las expectativas, en gran medida habían fracasado las expectativas del retorno masivo de los greco-católicos obligados a convertirse a la ortodoxia y de sus descendientes, y se generaron conflictos relacionados con la propiedad de edificios específicos: iglesias, cementerios, edificios parroquiales o campanarios. 

### Supresión

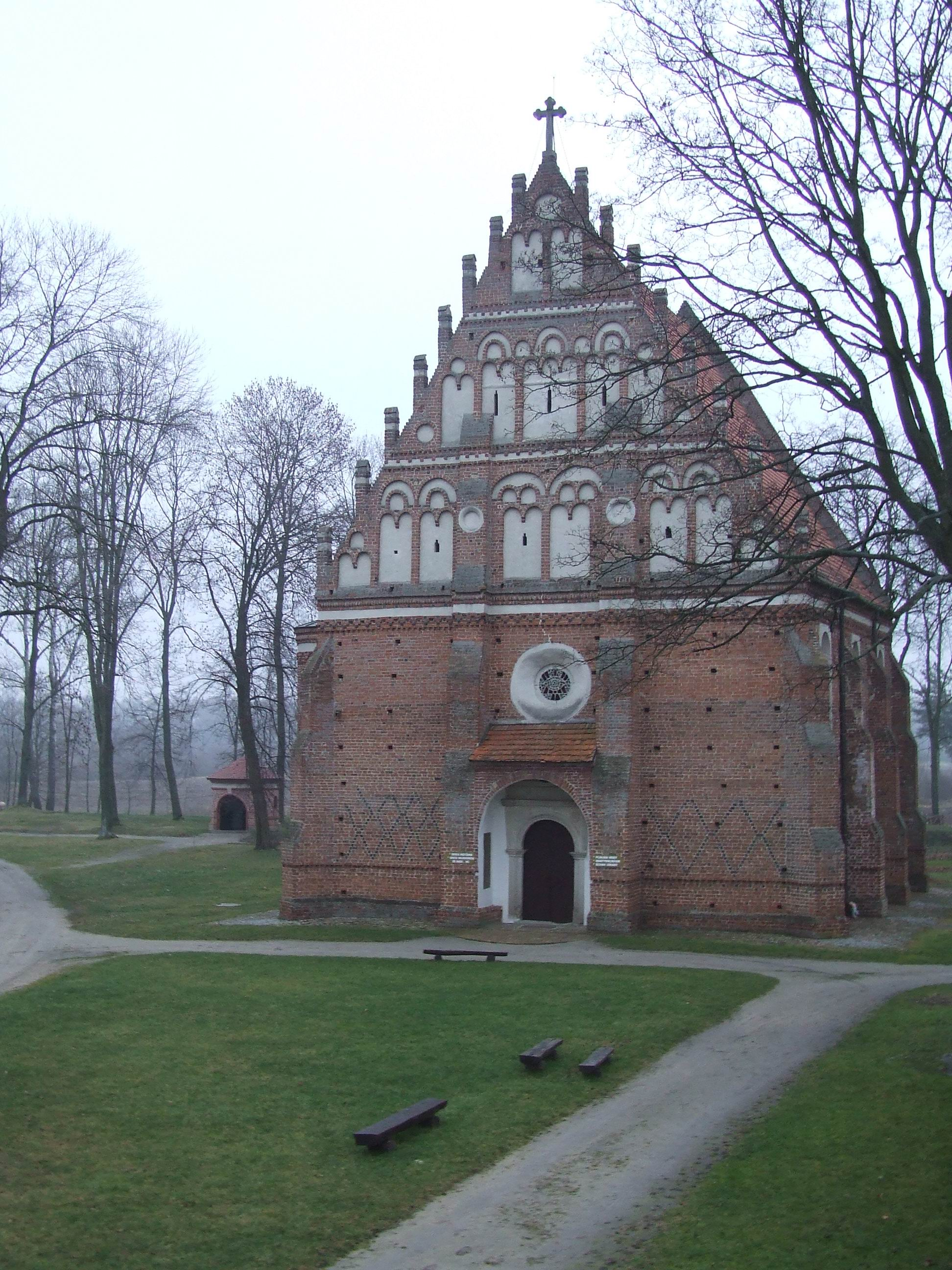
Iglesia del Espíritu Santo, en Kodeń

Durante la Segunda Guerra Mundial muchas parroquias neouniatas fueron suprimidas o devueltas a la Iglesia ortodoxa por las autoridades nazis y de la Unión Soviética. En las áreas polacas ocupadas por el ejército alemán los fieles fueron tratados como ortodoxos e incluidos administrativamente junto con las parroquias de la Iglesia ortodoxa. En las áreas polacas subordinadas de la administración soviética, el metropolitano de la Iglesia greco-católica ucraniana, Andrey Sheptytsky, intentó crear un exarcado subordinado a cargo del sacerdote Antoni Niemancewicz, pero la intención finalizó con la muerte de este.
Después de la Segunda Guerra Mundial y el cambio de fronteras, las parroquias neouniatas que quedaron en la Unión Soviética fueron eliminadas. En 1947 sólo cuatro parroquias neouniatas sobrevivían dentro de las nuevas fronteras de Polonia: en Kostomłoty, en Kodeń, en Połoski y en Stary Pawłów. El párroco de Kostomłoty, Aleksander Przyłucki, decidió continuar con el rito bizantino-eslavo, pero para la década de 1960 las otras 3 parroquias habían dejado de existir debido al desplazamiento forzado de sus habitantes. Después de la Segunda Guerra Mundial en lugar del calendario Juliano se introdujo el calendario gregoriano. Desde 1946 el primado polaco recibió la competencia que tenían los obispos diocesanos sobre los neouniatos de Polonia, siendo designado delegado apostólico y desde 1964 ordinario para fieles de ritos católicos orientales. 

### Supervivencia
El 18 de septiembre de 1981 fue establecido el ordinariato de Polonia para los católicos griegos y armenios por el papa Juan Pablo II, incluyendo a los neouniatos. El 16 de enero de 1991 los fieles greco-católicos ucranianos fueron separados del ordinariato al ser creadas dos eparquías para ellos, siendo renombrado a ordinariato para los fieles de rito oriental en Polonia.
En la década de 1980 nuevamente fue posible tener monasterios católicos de rito bizantino en Polonia y se intentó revivir esa tradición. Con la aprobación del primado de Polonia, Józef Glemp, dos monjes de rito bizantino de la jurisdicción del obispo de la diáspora bielorrusa Włodzimierz Tarasowicz llegaron de Estados Unidos y se establecieron en Ujkowice cerca de Przemyśl. Después de un conflicto con el arzobispo de Przemyśl, Ignacy Tokarczuk, los monjes abandonaron la Iglesia católica en 1994 y colocaron el monasterio de los Santos Cirilo y Metodio, que habían fundado, bajo la jurisdicción de la Iglesia ortodoxa polaca.
Desde 2007, cuando el primado Józef Glemp se retiró, los 147 fieles de rito bizantino-eslavo de la parroquia de Kostomłoty fueron puestos bajo la jurisdicción del obispo latino de Siedlce, Zbigniew Kiernikowski, como delegado apostólico. Desde el 16 de abril de 2014 Kazimierz Gurda es el nuevo obispo de Siedlce, quien asumió la misma función.
Además de la iglesia de San Nicolás Mártir en Kostomłoty, ocasionalmente son utilizadas para el rito la iglesia de San Nicolás en Stary Pawłów y la iglesia de San Nicolás Cudotwórcy y la Exaltación de la Santa Cruz en Horodło.
En 2017 124 personas estaban bautizadas en el rito neouniato en Polonia. La única parroquia era la de Kostomłoty. La liturgia en el rito bizantino-eslavo suele ser celebrada por sacerdotes birritualistas, uno de ellos es el actual párroco de Kostomłoty, el padre Piotr Witkowicz.
En 2021 contaba con 117 fieles (incluido 1 clérigo) pertenecientes a una parroquia.